# Championnat d'Algérie de football de troisième division 2020-2021
Navigation
DNA
2019-2020 Inter-régions 
2021-2022
La saison 2020-2021 est la 58e édition du championnat d'Algérie de D3 géré par la Ligue inter-régions de football à la suite des répercussions de la pandémie de Covid-19 en Algérie, d'où la hiérarchisation des paliers de football en Algérie a été modifiée. Les 84 participants sont répartis en six pôles composés en sous-groupes régionaux comprenant 8 clubs chacun (hormis la pôle du sud-ouest), dans un championnat en aller-retour puis des matchs d'appui pour désigner les six promus,.
À l'issue de cette compétition, le deux vainqueurs de chaque sous-groupes de chaque pôles s'affrontent dans un match d'appui (tour play-off), afin de déterminer les six clubs qui sont promus en D2A. Les modalités de la rétrogradation en Régionale I seront comme suit :
- Si dans les 12 clubs qui rétrograderont de la D2A on comportera le CR Beni-Thour (club composant le pôle sud-est),les clubs classés mauvais à la 8e place des 2 sous-groupes des 2 pôles sud-est et sud-ouest relèguent en division inférieure, ainsi que les sept mauvais classés à la 8e place du reste des 8 sous-groupes des 4 pôles du nord[pas clair].
- Si dans les 12 clubs qui rétrograderont de la D2A le CR Beni-Thour ne figurera pas, les clubs classés mauvais à la 8e place des 2 sous-groupes des 2 pôles sud-est et sud-ouest relèguent en division inférieure, ainsi que les mauvais classés à la 8e place du reste des 8 sous-groupes des 4 pôles du nord[pas clair].

## Participants
Source : Constitution des groupes sur le site de la LIRF.

### Est (A)
| Club             | Wilaya  |
| ---------------- | ------- |
| CRB Ain Yagout   | Batna   |
| CRB Dréan        | El Tarf |
| ES Guelma        | Guelma  |
| HAMRA Annaba     | Annaba  |
| IRB El Hadjar    | Annaba  |
| NB El Fedjoudj   | Guelma  |
| NRB Beni Oulbane | Skikda  |
| OSM Tarf         | El Tarf |

| Club              | Wilaya         |
| ----------------- | -------------- |
| AB Chelghoum Laïd | Mila           |
| CB Mila           | Mila           |
| CRB Aïn Fakroun   | Oum El Bouaghi |
| CRB Kais          | Khenchela      |
| JB Ain Kercha     | Oum El Bouaghi |
| NRB Tazouguert    | Khenchela      |
| US Tébessa        | Tébessa        |
| USM Aïn Béïda     | Oum El Bouaghi |

### Centre-est (B)
| Club                 | Wilaya     |
| -------------------- | ---------- |
| IB Khemis El Khechna | Boumerdès  |
| JS Bordj Menaiel     | Boumerdès  |
| JS Boumerdès         | Boumerdès  |
| JS Tixeraine         | Alger      |
| MB Bouira            | Bouira     |
| NARB Réghaïa         | Alger      |
| RC Boumerdès         | Boumerdès  |
| US Beni-Douala       | Tizi-Ouzou |

| Club              | Wilaya             |
| ----------------- | ------------------ |
| CR Village Moussa | Jijel              |
| ES Bouakeul       | Batna              |
| FC Bir El Arch    | Sétif              |
| IRB Berhoum       | M'Sila             |
| JS Djijel         | Jijel              |
| NRB Grarem        | Mila               |
| OB Medjana        | Bordj Bou Arréridj |
| USM Sétif         | Sétif              |

### Centre-ouest (C)
| Club               | Wilaya |
| ------------------ | ------ |
| CB Beni Slimane    | Médéa  |
| CR Zaouia          | Blida  |
| CRB Beni Tamou     | Blida  |
| CRB Dar El Beida   | Alger  |
| E Sour El Ghozlane | Bouira |
| ES Berouaghia      | Médéa  |
| ESM Koléa          | Tipaza |
| JS Hai Djebel      | Alger  |

| Club           | Wilaya     |
| -------------- | ---------- |
| USMM Hadjout   | Tipaza     |
| FCB Frenda     | Tiaret     |
| IRB Boumedfaa  | Aïn Defla  |
| IRB Sougueur   | Tiaret     |
| MS Cherchell   | Tipaza     |
| ORB Oued Fodda | Chlef      |
| RA Ain Defla   | Aïn Defla  |
| WAB Tissemsilt | Tissemsilt |

### Ouest (D)
| Club               | Wilaya     |
| ------------------ | ---------- |
| ES Mostaganem      | Mostaganem |
| JS Emir Abdelkader | Oran       |
| JS Sig             | Mascara    |
| MB Sidi Chami      | Oran       |
| Nasr Es Senia      | Oran       |
| SA Mohammadia      | Mascara    |
| SCM Oran           | Oran       |
| WA Mostaganem      | Mostaganem |

| Club          | Wilaya         |
| ------------- | -------------- |
| ASB Maghnia   | Tlemcen        |
| CRB Ben Badis | Sidi Bel Abbès |
| FCB Telagh    | Sidi Bel Abbès |
| IRB Maghnia   | Tlemcen        |
| IS Tighennif  | Mascara        |
| GC Mascara    | Mascara        |
| ICS Tlemcen   | Tlemcen        |
| MB Hassasna   | Saïda          |

### Sud-est (E)
| Club                | Wilaya    |
| ------------------- | --------- |
| ASB Metlili Chaamba | Ghardaïa  |
| ES Ouargla          | Ouargla   |
| IRB Aflou           | Laghouat  |
| IRB Nezla           | Touggourt |
| IRB Ouargla         | Ouargla   |
| MB Hassi Messaoud   | Ouargla   |
| MB Rouissat         | Ouargla   |
| USB Hassi R’Mel     | Laghouat  |

| Club                | Wilaya    |
| ------------------- | --------- |
| IR Zaouia El Abidia | Touggourt |
| IRB Robbah          | El Oued   |
| JS Sidi Bouaziz     | Touggourt |
| MR Hamadine         | El Oued   |
| NRB Touggourt       | Touggourt |
| NT Souf             | El Oued   |
| O Magrane           | El Oued   |
| US Souf             | El Oued   |

### Sud-ouest (F)
| Club               | Wilaya    |
| ------------------ | --------- |
| A Ain Sefra        | Naâma     |
| CRB Bougtob        | El Bayadh |
| GC Ain Sefra       | Naâma     |
| IR Biodh           | Naâma     |
| IR Makman Ben Amar | Naâma     |
| IR Mecheria        | Naâma     |
| MC El Bayadh       | El Bayadh |
| SC Mecheria        | Naâma     |
| US Naâma           | Naâma     |

| Club              | Wilaya |
| ----------------- | ------ |
| CRB Adrar         | Adrar  |
| JRB Taghit        | Béchar |
| NRH Chorta Béchar | Béchar |
| JS Guir           | Béchar |
| NRC Hattaba       | Adrar  |
| NRB Fenoughil     | Adrar  |
| US Béchar Djedid  | Béchar |

## Compétition

### Pôle Est (A)

#### Groupe A1
Source : Classement officiel sur le site de la LIRF.
Le classement est établi sur le barème de points suivant : une victoire vaut 3 points, un match nul 1 point et une défaite 0 point.
| Rang | Équipe             | Pts | J  | G | N | P | Bp | Bc | Diff |  | Résultats (▼ dom., ► ext.) | HAMRA | NRBBO | NARSBE | CRBAY | ESG | CRBD | OSMT | IRBRH |
| ---- | ------------------ | --- | -- | - | - | - | -- | -- | ---- |  | -------------------------- | ----- | ----- | ------ | ----- | --- | ---- | ---- | ----- |
| 1    | HAMRA Annaba P     | 28  | 14 | 8 | 4 | 2 | 18 | 9  | +9   |  | HAMRA Annaba P             |       | 1-0   | 0-1    | 2-0   | 2-1 | 2-0  | 3-1  | 2-1   |
| 2    | NRB Beni Oulbane P | 26  | 14 | 7 | 5 | 2 | 20 | 11 | +9   |  | NRB Beni Oulbane P         | 1-1   |       | 1-0    | 1-0   | 1-0 | 2-0  | 1-0  | 6-2   |
| 3    | NB El Fedjoud P    | 24  | 14 | 7 | 3 | 4 | 18 | 11 | +7   |  | NB El Fedjoud P            | 0-0   | 2-2   |        | 4-1   | 1-0 | 0-1  | 1-0  | 2-0   |
| 4    | CRB Aïn Yagout P   | 19  | 14 | 6 | 1 | 7 | 13 | 16 | -3   |  | CRB Aïn Yagout P           | 1-2   | 2-1   | 2-1    |       | 1-1 | 1-0  | 2-0  | 1-0   |
| 5    | ES Guelma P        | 18  | 14 | 5 | 3 | 6 | 12 | 13 | -1   |  | ES Guelma P                | 0-1   | 2-2   | 0-1    | 1-0   |     | 1-0  | 1-0  | 2-1   |
| 6    | CRB Dréan P        | 15  | 14 | 5 | 0 | 9 | 11 | 16 | -5   |  | CRB Dréan P                | 2-1   | 0-1   | 2-0    | 1-0   | 0-1 |      | 3-2  | 1-2   |
| 7    | OSM Tarf P         | 14  | 14 | 4 | 2 | 8 | 15 | 22 | -7   |  | OSM Tarf P                 | 1-1   | 1-1   | 0-3    | 1-2   | 2-1 | 2-1  |      | 2-0   |
| 8    | IRB El Hadjar P    | 13  | 14 | 3 | 4 | 7 | 13 | 22 | -9   |  | IRB El Hadjar P            | 0-0   | 0-0   | 2-2    | 1-0   | 1-1 | 1-0  | 2-3  |       |

Promotions et relégations
Abréviations
R : Relégué de Ligue 2 2019-2020

P : Promu de Inter-Régions D4 2019-2020

#### Groupe A2
Source : Classement officiel sur le site de la LIRF.
Le classement est établi sur le barème de points suivant : une victoire vaut 3 points, un match nul 1 point et une défaite 0 point.
| Rang | Équipe            | Pts | J  | G | N | P | Bp | Bc | Diff |  | Résultats (▼ dom., ► ext.) | UST | NRBT | CRBK | JBAK | CBM | CRBAF | ABCL | USMAB |
| ---- | ----------------- | --- | -- | - | - | - | -- | -- | ---- |  | -------------------------- | --- | ---- | ---- | ---- | --- | ----- | ---- | ----- |
| 1    | US Tébessa        | 27  | 14 | 8 | 3 | 3 | 17 | 9  | +8   |  | US Tébessa                 |     | 1-0  | 0-0  | 3-1  | 1-0 | 3-1   | 1-0  | 2-0   |
| 2    | NRB Tazouguert P  | 20  | 14 | 5 | 5 | 4 | 14 | 10 | +4   |  | NRB Tazouguert P           | 0-0 |      | 0-0  | 2-1  | 0-0 | 0-2   | 0-0  | 5-1   |
| 3    | CRB Kaïs          | 18  | 14 | 4 | 6 | 4 | 10 | 10 | 0    |  | CRB Kaïs                   | 0-0 | 0-2  |      | 1-2  | 0-0 | 2-1   | 0-1  | 2-0   |
| 4    | JB Aïn Kercha P   | 18  | 14 | 5 | 3 | 6 | 12 | 13 | -1   |  | JB Aïn Kercha P            | 1-0 | 0-1  | 0-1  |      | 2-0 | 0-1   | 1-0  | 2-0   |
| 5    | CB Mila P         | 18  | 14 | 5 | 3 | 6 | 11 | 14 | -3   |  | CB Mila P                  | 1-2 | 2-1  | 1-0  | 0-0  |     | 2-0   | 2-1  | 2-1   |
| 6    | CRB Aïn Fakroun   | 18  | 14 | 5 | 3 | 7 | 16 | 16 | 0    |  | CRB Aïn Fakroun            | 0-1 | 1-1  | 1-1  | 2-0  | 3-0 |       | 1-2  | 1-0   |
| 7    | AB Chelghoum Laïd | 17  | 14 | 4 | 5 | 5 | 12 | 13 | -1   |  | AB Chelghoum Laïd          | 2-1 | 1-2  | 1-1  | 1-1  | 2-1 | 0-0   |      | 0-0   |
| 8    | USM Aïn Beïda     | 17  | 14 | 5 | 2 | 7 | 13 | 20 | -7   |  | USM Aïn Beïda              | 3-2 | 1-0  | 1-2  | 1-1  | 1-0 | 3-1   | 1-0  |       |

Promotions et relégations
Abréviations
R : Relégué de Ligue 2 2019-2020

P : Promu de Inter-Régions D4 2019-2020

### Pôle Centre-Est (B)

#### Groupe B1
Source : Classement officiel sur le site de la LIRF.
Le classement est établi sur le barème de points suivant : une victoire vaut 3 points, un match nul 1 point et une défaite 0 point.
| Rang | Équipe               | Pts | J  | G | N | P | Bp | Bc | Diff |  | Résultats (▼ dom., ► ext.) | JSBM | IBKEK | JST | NARBR | MBB | JSB | RCB | USBD |
| ---- | -------------------- | --- | -- | - | - | - | -- | -- | ---- |  | -------------------------- | ---- | ----- | --- | ----- | --- | --- | --- | ---- |
| 1    | JS Bordj Ménaïel P   | 28  | 14 | 8 | 4 | 2 | 17 | 6  | +11  |  | JS Bordj Ménaïel P         |      | 2-1   | 1-1 | 2-0   | 2-1 | 3-0 | 2-0 | 1-0  |
| 2    | IB Khemis El Khechna | 25  | 14 | 7 | 4 | 3 | 19 | 11 | +8   |  | IB Khemis El Khechna       | 1-1  |       | 2-0 | 0-0   | 1-0 | 1-0 | 1-0 | 2-0  |
| 3    | JS Tixeraine P       | 19  | 14 | 5 | 4 | 5 | 15 | 17 | -2   |  | JS Tixeraine P             | 1-0  | 0-3   |     | 4-1   | 1-1 | 2-0 | 1-1 | 2-1  |
| 4    | NARB Réghaïa         | 19  | 14 | 4 | 7 | 3 | 10 | 12 | -2   |  | NARB Réghaïa               | 0-0  | 2-2   | 0-1 |       | 2-1 | 1-0 | 1-0 | 1-1  |
| 5    | MB Bouira P          | 17  | 14 | 5 | 2 | 7 | 15 | 15 | 0    |  | MB Bouira P                | 0-1  | 2-1   | 2-1 | 0-1   |     | 2-0 | 3-0 | 1-1  |
| 6    | JS Boumerdès P       | 16  | 14 | 4 | 4 | 6 | 10 | 14 | -4   |  | JS Boumerdès P             | 0-0  | 1-1   | 3-0 | 0-0   | 1-0 |     | 0-1 | 1-0  |
| 7    | RC Boumerdès         | 15  | 14 | 4 | 3 | 7 | 10 | 15 | -5   |  | RC Boumerdès               | 1-0  | 1-2   | 1-0 | 1-1   | 2-0 | 1-1 |     | 0-1  |
| 8    | US Beni Douala       | 13  | 14 | 3 | 4 | 7 | 12 | 18 | -6   |  | US Beni Douala             | 0-2  | 2-1   | 1-1 | 0-0   | 1-2 | 2-3 | 2-1 |      |

Promotions et relégations
Abréviations
R : Relégué de Ligue 2 2019-2020

P : Promu de Inter-Régions D4 2019-2020

#### Groupe B2
Source : Classement officiel sur le site de la LIRF.
Le classement est établi sur le barème de points suivant : une victoire vaut 3 points, un match nul 1 point et une défaite 0 point.
| Rang | Équipe            | Pts | J  | G | N | P | Bp | Bc | Diff |  | Résultats (▼ dom., ► ext.) | JSD | USMS | OBM | CRVM | IRBB | NRBG | ESB | FCB |
| ---- | ----------------- | --- | -- | - | - | - | -- | -- | ---- |  | -------------------------- | --- | ---- | --- | ---- | ---- | ---- | --- | --- |
| 1    | JS Djijel         | 30  | 14 | 9 | 3 | 2 | 17 | 4  | +13  |  | JS Djijel                  |     | 1-1  | 0-1 | 1-0  | 2-0  | 1-0  | 1-0 | 3-0 |
| 2    | USM Sétif P       | 24  | 14 | 7 | 3 | 4 | 14 | 9  | +5   |  | USM Sétif P                | 0-0 |      | 0-1 | 2-0  | 1-0  | 1-0  | 2-0 | 1-0 |
| 3    | OB Medjana P      | 22  | 14 | 7 | 1 | 6 | 20 | 17 | +3   |  | OB Medjana P               | 1-0 | 1-0  |     | 0-2  | 0-0  | 4-2  | 4-1 | 5-2 |
| 4    | CR Village Moussa | 22  | 14 | 6 | 4 | 4 | 13 | 12 | +1   |  | CR Village Moussa          | 0-0 | 2-0  | 2-1 |      | 0-0  | 2-1  | 2-1 | 1-1 |
| 5    | IRB Berhoum P     | 17  | 14 | 4 | 5 | 5 | 11 | 11 | 0    |  | IRB Berhoum P              | 0-1 | 2-1  | 3-1 | 2-0  |      | 0-1  | 2-1 | 0-0 |
| 6    | NRB Grarem P      | 14  | 14 | 3 | 5 | 6 | 11 | 15 | -4   |  | NRB Grarem P               | 0-2 | 1-1  | 1-0 | 0-1  | 1-1  |      | 3-1 | 0-0 |
| 7    | ES Bouakal P      | 13  | 14 | 4 | 1 | 9 | 14 | 22 | -8   |  | ES Bouakal P               | 1-3 | 0-1  | 3-1 | 2-0  | 1-0  | 0-0  |     | 2-0 |
| 8    | FC Bir El Arch P  | 12  | 14 | 2 | 6 | 6 | 11 | 21 | -10  |  | FC Bir El Arch P           | 0-2 | 1-3  | 1-0 | 1-1  | 1-1  | 1-1  | 3-1 |     |

Promotions et relégations
Abréviations
R : Relégué de Ligue 2 2019-2020

P : Promu de Inter-Régions D4 2019-2020

### Pôle Centre-Ouest (C)

#### Groupe C1
Source : Classement officiel sur le site de la LIRF.
Le classement est établi sur le barème de points suivant : une victoire vaut 3 points, un match nul 1 point et une défaite 0 point.
| Rang | Équipe             | Pts | J  | G | N | P | Bp | Bc | Diff |  | Résultats (▼ dom., ► ext.) | ESG | CBBS | CRZ | JSHD | ESMK | ESB | CRBDB | CRBBT |
| ---- | ------------------ | --- | -- | - | - | - | -- | -- | ---- |  | -------------------------- | --- | ---- | --- | ---- | ---- | --- | ----- | ----- |
| 1    | ES Sour Ghozlane P | 29  | 14 | 9 | 2 | 3 | 16 | 9  | +7   |  | ES Sour Ghozlane P         |     | 1-0  | 1-0 | 1-0  | 1-0  | 3-0 | 2-1   | 1-0   |
| 2    | CB Beni Slimane P  | 27  | 14 | 8 | 3 | 3 | 21 | 9  | +12  |  | CB Beni Slimane P          | 2-1 |      | 1-1 | 2-2  | 0-1  | 1-0 | 1-0   | 2-0   |
| 3    | CR Zaouia P        | 21  | 14 | 7 | 3 | 4 | 13 | 13 | 0    |  | CR Zaouia P                | 1-1 | 0-3  |     | 1-0  | 4-2  | 2-0 | 1-0   | 1-0   |
| 4    | JS Haï Djebel      | 16  | 14 | 4 | 4 | 6 | 19 | 20 | -1   |  | JS Haï Djebel              | 1-1 | 1-1  | 2-0 |      | 0-1  | 4-2 | 1-2   | 2-1   |
| 5    | ESM Koléa          | 16  | 14 | 4 | 4 | 6 | 14 | 18 | -4   |  | ESM Koléa                  | 0-1 | 0-1  | 0-0 | 3-3  |      | 0-0 | 2-0   | 2-2   |
| 6    | ES Berrouaghia P   | 15  | 14 | 4 | 3 | 7 | 13 | 17 | -4   |  | ES Berrouaghia P           | 1-0 | 0-4  | 0-1 | 2-1  | 4-1  |     | 2-0   | 0-1   |
| 7    | CRB Dar El Beïda   | 15  | 14 | 4 | 3 | 7 | 14 | 18 | -4   |  | CRB Dar El Beïda           | 2-0 | 2-0  | 1-2 | 1-1  | 1-3  | 0-0 |       | 3-2   |
| 8    | CRB Beni Tamou P   | 14  | 14 | 4 | 2 | 8 | 13 | 19 | -6   |  | CRB Beni Tamou P           | 1-2 | 0-3  | 2-0 | 1-0  | 1-2  | 1-1 | 1-0   |       |

Promotions et relégations
Abréviations
R : Relégué de Ligue 2 2019-2020

P : Promu de Inter-Régions D4 2019-2020

#### Groupe C2
Source : Classement officiel sur le site de la LIRF.
Le classement est établi sur le barème de points suivant : une victoire vaut 3 points, un match nul 1 point et une défaite 0 point.
| Rang | Équipe           | Pts | J  | G | N | P | Bp | Bc | Diff |  | Résultats (▼ dom., ► ext.) | USMMH | IRBB | ORBOF | MSC | FCBF | RAAD | WABT | IRBS |
| ---- | ---------------- | --- | -- | - | - | - | -- | -- | ---- |  | -------------------------- | ----- | ---- | ----- | --- | ---- | ---- | ---- | ---- |
| 1    | USMM Hadjout     | 26  | 14 | 7 | 5 | 2 | 19 | 15 | +4   |  | USMM Hadjout               |       | 0-0  | 1-1   | 1-0 | 1-1  | 2-2  | 3-0  | 1-0  |
| 2    | IRB Boumedfaa P  | 25  | 14 | 7 | 4 | 3 | 24 | 13 | +11  |  | IRB Boumedfaa P            | 1-2   |      | 2-0   | 1-1 | 4-1  | 4-2  | 1-1  | 2-0  |
| 3    | ORB Oued Fodda P | 24  | 14 | 7 | 3 | 4 | 15 | 10 | +5   |  | ORB Oued Fodda P           | 2-0   | 1-0  |       | 1-0 | 3-0  | 1-0  | 1-0  | 3-1  |
| 4    | MS Cherchell P   | 18  | 14 | 4 | 6 | 4 | 11 | 11 | 0    |  | MS Cherchell P             | 0-1   | 2-1  | 0-0   |     | 0-0  | 2-1  | 2-0  | 1-0  |
| 5    | FCB Frenda P     | 17  | 14 | 4 | 5 | 5 | 17 | 18 | -1   |  | FCB Frenda P               | 2-2   | 1-2  | 1-0   | 2-0 |      | 1-1  | 1-0  | 0-0  |
| 6    | RA Aïn Defla P   | 16  | 14 | 3 | 8 | 3 | 22 | 20 | +2   |  | RA Aïn Defla P             | 4-1   | 1-1  | 2-0   | 1-1 | 3-2  |      | 3-3  | 0-0  |
| 7    | WAB Tissemsilt P | 16  | 14 | 3 | 5 | 6 | 12 | 17 | -5   |  | WAB Tissemsilt P           | 1-2   | 0-2  | 0-0   | 1-1 | 2-0  | 1-1  |      | 1-0  |
| 8    | IRB Sougueur P   | 7   | 14 | 1 | 4 | 9 | 6  | 22 | -16  |  | IRB Sougueur P             | 1-2   | 0-2  | 3-2   | 0-0 | 0-5  | 1-1  | 0-2  |      |

Promotions et relégations
Abréviations
R : Relégué de Ligue 2 2019-2020

P : Promu de Inter-Régions D4 2019-2020

### Pôle Ouest (D)

#### Groupe D1
Source : Classement officiel sur le site de la LIRF.
Le classement est établi sur le barème de points suivant : une victoire vaut 3 points, un match nul 1 point et une défaite 0 point.
| Rang | Équipe               | Pts | J  | G | N | P | Bp | Bc | Diff |  | Résultats (▼ dom., ► ext.) | WAM | JSS | JSEA | ESM | MBSC | NES | SCMO | SAM |
| ---- | -------------------- | --- | -- | - | - | - | -- | -- | ---- |  | -------------------------- | --- | --- | ---- | --- | ---- | --- | ---- | --- |
| 1    | WA Mostaganem P      | 29  | 14 | 9 | 2 | 3 | 26 | 12 | +14  |  | WA Mostaganem P            |     | 2-0 | 1-0  | 2-1 | 3-1  | 4-1 | 2-2  | 6-1 |
| 2    | JS Sig P             | 21  | 14 | 6 | 3 | 5 | 17 | 14 | +3   |  | JS Sig P                   | 0-1 |     | 0-0  | 3-2 | 4-1  | 3-1 | 1-0  | 1-0 |
| 3    | JS Emir Abdelkader P | 19  | 14 | 5 | 4 | 5 | 16 | 15 | +1   |  | JS Emir Abdelkader P       | 1-0 | 2-3 |      | 0-1 | 1-2  | 1-1 | 1-0  | 2-2 |
| 4    | ES Mostaganem        | 19  | 14 | 6 | 1 | 7 | 15 | 16 | -1   |  | ES Mostaganem              | 0-1 | 1-0 | 2-4  |     | 2-0  | 2-0 | 0-0  | 1-0 |
| 5    | MB Sidi Chahmi P     | 18  | 14 | 5 | 3 | 6 | 14 | 19 | -5   |  | MB Sidi Chahmi P           | 2-1 | 2-1 | 0-1  | 1-0 |      | 0-1 | 2-1  | 1-1 |
| 6    | Nasr Es Senia P      | 17  | 14 | 5 | 2 | 7 | 16 | 22 | -6   |  | Nasr Es Senia P            | 3-2 | 1-0 | 2-0  | 2-3 | 1-1  |     | 1-0  | 1-2 |
| 7    | SCM Oran             | 16  | 14 | 3 | 7 | 4 | 17 | 14 | +3   |  | SCM Oran                   | 0-0 | 1-1 | 1-1  | 1-0 | 1-1  | 3-1 |      | 5-1 |
| 8    | SA Mohammadia        | 16  | 14 | 4 | 4 | 6 | 13 | 23 | -10  |  | SA Mohammadia              | 0-1 | 0-0 | 0-2  | 2-1 | 1-0  | 1-0 | 2-2  |     |

Promotions et relégations
Abréviations
R : Relégué de Ligue 2 2019-2020

P : Promu de Inter-Régions D4 2019-2020

#### Groupe D2
Source : Classement officiel sur le site de la LIRF.
Le classement est établi sur le barème de points suivant : une victoire vaut 3 points, un match nul 1 point et une défaite 0 point.
| Rang | Équipe         | Pts | J  | G | N | P | Bp | Bc | Diff |  | Résultats (▼ dom., ► ext.) | GCM | FCBT | MBH | ICST | IRBM | ASBM | IST | CRBBB |
| ---- | -------------- | --- | -- | - | - | - | -- | -- | ---- |  | -------------------------- | --- | ---- | --- | ---- | ---- | ---- | --- | ----- |
| 1    | GC Mascara     | 31  | 14 | 9 | 4 | 1 | 29 | 8  | +21  |  | GC Mascara                 |     | 1-0  | 3-0 | 3-0  | 3-1  | 1-1  | 3-1 | 3-0   |
| 2    | FCB Telagh P   | 27  | 14 | 8 | 3 | 3 | 17 | 11 | +6   |  | FCB Telagh P               | 2-1 |      | 1-0 | 2-2  | 2-1  | 2-0  | 1-0 | 2-1   |
| 3    | MB Hassasna    | 18  | 14 | 5 | 3 | 6 | 17 | 21 | -4   |  | MB Hassasna                | 0-0 | 2-1  |     | 1-1  | 2-0  | 1-0  | 2-0 | 2-1   |
| 4    | ICS Tlemcen P  | 17  | 14 | 4 | 5 | 5 | 17 | 20 | -3   |  | ICS Tlemcen P              | 1-1 | 0-0  | 5-2 |      | 1-0  | 1-0  | 2-2 | 2-0   |
| 5    | IRB Maghnia    | 16  | 14 | 4 | 4 | 6 | 14 | 15 | -1   |  | IRB Maghnia                | 0-0 | 1-2  | 2-1 | 2-0  |      | 0-0  | 2-0 | 2-0   |
| 6    | ASB Maghnia P  | 15  | 14 | 3 | 6 | 5 | 12 | 18 | -6   |  | ASB Maghnia P              | 1-5 | 2-1  | 3-2 | 2-1  | 0-0  |      | 0-1 | 1-1   |
| 7    | IS Tighennif P | 14  | 14 | 3 | 5 | 6 | 12 | 17 | -5   |  | IS Tighennif P             | 0-3 | 0-1  | 1-1 | 3-0  | 1-1  | 0-0  |     | 2-0   |
| 8    | CRB Ben Badis  | 13  | 14 | 3 | 4 | 7 | 16 | 23 | -7   |  | CRB Ben Badis              | 1-2 | 0-0  | 3-1 | 3-1  | 3-2  | 2-2  | 1-1 |       |

Promotions et relégations
Abréviations
R : Relégué de Ligue 2 2019-2020

P : Promu de Inter-Régions D4 2019-2020

### Pôle Sud-Est (E)

#### Groupe E1
Source : Classement officiel sur le site de la LIRF.
Le classement est établi sur le barème de points suivant : une victoire vaut 3 points, un match nul 1 point et une défaite 0 point.
| Rang | Équipe                | Pts | J  | G  | N | P | Bp | Bc | Diff |  | Résultats (▼ dom., ► ext.) | IRBO | MBR | IRBA | USBHR | MBHM | ESO | ASBMC | IRBN |
| ---- | --------------------- | --- | -- | -- | - | - | -- | -- | ---- |  | -------------------------- | ---- | --- | ---- | ----- | ---- | --- | ----- | ---- |
| 1    | IRB Ouargla P         | 32  | 14 | 10 | 2 | 2 | 29 | 9  | +20  |  | IRB Ouargla P              |      | 2-1 | 2-0  | 3-1   | 3-0  | 6-0 | 1-0   | 4-1  |
| 2    | MB Rouissat P         | 21  | 14 | 5  | 3 | 6 | 14 | 12 | +2   |  | MB Rouissat P              | 1-1  |     | 1-0  | 1-0   | 1-2  | 3-0 | 0-0   | 0-3  |
| 3    | IRB Aflou P           | 18  | 14 | 5  | 3 | 6 | 15 | 18 | -3   |  | IRB Aflou P                | 2-0  | 2-0 |      | 0-1   | 1-0  | 1-1 | 0-0   | 2-1  |
| 4    | USB Hassi R’Mel P     | 18  | 14 | 5  | 3 | 6 | 9  | 13 | -4   |  | USB Hassi R’Mel P          | 1-2  | 0-0 | 0-3  |       | 1-0  | 1-1 | 1-2   | 1-0  |
| 5    | MB Hassi Messaoud P   | 17  | 14 | 4  | 5 | 5 | 12 | 15 | -3   |  | MB Hassi Messaoud P        | 2-1  | 0-1 | 2-2  | 0-0   |      | 0-2 | 2-1   | 3-1  |
| 6    | ES Ouargla P          | 17  | 14 | 4  | 5 | 5 | 12 | 17 | -5   |  | ES Ouargla P               | 0-1  | 2-1 | 2-0  | 0-1   | 1-1  |     | 0-0   | 2-0  |
| 7    | ASB Metlili Châamba P | 16  | 14 | 3  | 7 | 4 | 8  | 10 | -2   |  | ASB Metlili Châamba P      | 0-3  | 0-2 | 3-0  | 1-0   | 0-0  | 0-0 |       | 1-1  |
| 8    | IRB Nezla P           | 13  | 14 | 3  | 4 | 7 | 14 | 19 | -5   |  | IRB Nezla P                | 0-0  | 0-2 | 5-2  | 0-1   | 0-0  | 2-1 | 0-0   |      |

Promotions et relégations
Abréviations
R : Relégué de Ligue 2 2019-2020

P : Promu de Inter-Régions D4 2019-2020

#### Groupe E2
Source : Classement officiel sur le site de la LIRF.
Le classement est établi sur le barème de points suivant : une victoire vaut 3 points, un match nul 1 point et une défaite 0 point.
| Rang | Équipe                | Pts | J  | G  | N | P | Bp | Bc | Diff |  | Résultats (▼ dom., ► ext.) | USS | OM  | NRBT | MRH | IRZA | IRBR | NTS | JSSB |
| ---- | --------------------- | --- | -- | -- | - | - | -- | -- | ---- |  | -------------------------- | --- | --- | ---- | --- | ---- | ---- | --- | ---- |
| 1    | US Souf P             | 34  | 14 | 10 | 4 | 0 | 23 | 8  | +15  |  | US Souf P                  |     | 1-0 | 3-0  | 0-0 | 2-1  | 2-0  | 1-0 | 3-1  |
| 2    | O Magrane P           | 22  | 14 | 6  | 4 | 4 | 21 | 14 | +7   |  | O Magrane P                | 1-1 |     | 2-0  | 1-1 | 1-0  | 2-3  | 3-1 | 4-0  |
| 3    | NRB Touggourt         | 21  | 14 | 6  | 3 | 5 | 15 | 14 | +1   |  | NRB Touggourt              | 0-1 | 2-2 |      | 2-2 | 1-0  | 1-0  | 0-1 | 2-0  |
| 4    | MR Hamadine P         | 19  | 14 | 5  | 4 | 5 | 19 | 18 | +1   |  | MR Hamadine P              | 2-2 | 2-0 | 1-2  |     | 3-2  | 4-2  | 0-1 | 1-0  |
| 5    | IR Zaouia El Abidia P | 18  | 14 | 5  | 3 | 6 | 17 | 17 | 0    |  | IR Zaouia El Abidia P      | 2-2 | 1-0 | 0-0  | 3-2 |      | 1-1  | 1-0 | 1-2  |
| 6    | IRB Robbah P          | 15  | 14 | 4  | 3 | 7 | 14 | 19 | -5   |  | IRB Robbah P               | 0-1 | 0-1 | 2-1  | 2-0 | 1-2  |      | 0-0 | 1-1  |
| 7    | NT Souf               | 14  | 14 | 4  | 2 | 8 | 7  | 13 | -6   |  | NT Souf                    | 0-1 | 0-0 | 0-2  | 1-0 | 2-0  | 1-2  |     | 0-1  |
| 8    | JS Sidi Bouaziz P     | 13  | 14 | 4  | 1 | 9 | 12 | 25 | -13  |  | JS Sidi Bouaziz P          | 1-3 | 2-4 | 0-2  | 0-1 | 0-3  | 2-0  | 2-0 |      |

Promotions et relégations
Abréviations
R : Relégué de Ligue 2 2019-2020

P : Promu de Inter-Régions D4 2019-2020

### Pôle Sud-Ouest (F)

#### Groupe F1
Source : Classement officiel sur le site de la LIRF.
Le classement est établi sur le barème de points suivant : une victoire vaut 3 points, un match nul 1 point et une défaite 0 point.
| Rang | Équipe               | Pts | J  | G  | N | P  | Bp | Bc | Diff |  | Résultats (▼ dom., ► ext.) | MCEB | SCM | IRM | CRBB | AAS | IRMBA | GCAS | IRB | USN |
| ---- | -------------------- | --- | -- | -- | - | -- | -- | -- | ---- |  | -------------------------- | ---- | --- | --- | ---- | --- | ----- | ---- | --- | --- |
| 1    | MC El Bayadh P       | 36  | 16 | 10 | 6 | 0  | 48 | 12 | +36  |  | MC El Bayadh P             |      | 1-0 | 7-0 | 1-1  | 2-2 | 4-1   | 3-1  | 4-0 | 9-0 |
| 2    | SC Mecheria P        | 32  | 16 | 10 | 2 | 4  | 23 | 8  | +15  |  | SC Mecheria P              | 1-2  |     | 0-0 | 1-0  | 2-0 | 2-0   | 1-0  | 3-1 | 4-0 |
| 3    | IR Mecheria P        | 29  | 16 | 7  | 8 | 1  | 15 | 12 | +3   |  | IR Mecheria P              | 1-1  | 1-0 |     | 0-0  | 1-1 | 0-0   | 0-0  | 0-0 | 3-0 |
| 4    | CRB Bougtob P        | 27  | 16 | 7  | 6 | 3  | 18 | 11 | +7   |  | CRB Bougtob P              | 0-0  | 1-0 | 2-2 |      | 4-3 | 0-0   | 1-2  | 2-0 | 1-0 |
| 5    | Amel Aïn Sefra P     | 22  | 16 | 6  | 4 | 6  | 24 | 30 | -6   |  | Amel Aïn Sefra P           | 0-4  | 0-2 | 1-2 | 1-0  |     | 0-2   | 2-1  | 2-1 | 3-0 |
| 6    | IR Makman Ben Amar P | 20  | 16 | 4  | 8 | 4  | 20 | 19 | +1   |  | IR Makman Ben Amar P       | 1-1  | 2-2 | 0-1 | 1-1  | 2-2 |       | 3-1  | 3-0 | 1-0 |
| 7    | GC Aïn Sefra P       | 12  | 16 | 3  | 3 | 10 | 12 | 27 | -15  |  | GC Aïn Sefra P             | 0-3  | 0-3 | 0-1 | 0-2  | 2-2 | 2-1   |      | 0-3 | 1-1 |
| 8    | IR Biodh P           | 8   | 16 | 1  | 5 | 10 | 14 | 29 | -15  |  | IR Biodh P                 | 4-4  | 0-1 | 0-1 | 0-2  | 1-2 | 1-1   | 1-2  |     | 1-1 |
| 9    | US Naâma P           | 7   | 16 | 1  | 4 | 11 | 9  | 35 | -26  |  | US Naâma P                 | 0-2  | 0-1 | 0-2 | 0-1  | 2-3 | 2-2   | 2-0  | 1-1 |     |

Promotions et relégations
Abréviations
R : Relégué de Ligue 2 2019-2020

P : Promu de Inter-Régions D4 2019-2020

#### Groupe F2
Source : Classement officiel sur le site de la LIRF.
Le classement est établi sur le barème de points suivant : une victoire vaut 3 points, un match nul 1 point et une défaite 0 point.
| Rang | Équipe              | Pts | J  | G | N | P  | Bp | Bc | Diff |  | Résultats (▼ dom., ► ext.) | NRBF | CRBA | JSG | USBD | NRCHA | NRHCB | JRBT |
| ---- | ------------------- | --- | -- | - | - | -- | -- | -- | ---- |  | -------------------------- | ---- | ---- | --- | ---- | ----- | ----- | ---- |
| 1    | NRB Fenoughil P     | 27  | 12 | 8 | 3 | 1  | 18 | 5  | +13  |  | NRB Fenoughil P            |      | 1-0  | 2-0 | 2-0  | 2-1   | 3-2   | 5-0  |
| 2    | CRB Adrar P         | 23  | 12 | 7 | 2 | 3  | 19 | 5  | +14  |  | CRB Adrar P                | 1-0  |      | 0-1 | 1-0  | 0-0   | 3-0   | 5-0  |
| 3    | JS Guir Abadla P    | 20  | 12 | 6 | 2 | 4  | 16 | 13 | +3   |  | JS Guir Abadla P           | 0-1  | 1-1  |     | 0-2  | 1-0   | 3-1   | 3-1  |
| 4    | US Béchar Djedid P  | 20  | 12 | 6 | 2 | 4  | 15 | 12 | +3   |  | US Béchar Djedid P         | 0-0  | 0-3  | 3-0 |      | 1-1   | 2-1   | 2-1  |
| 5    | NRC Hattaba Adrar P | 14  | 12 | 3 | 5 | 4  | 12 | 13 | -1   |  | NRC Hattaba Adrar P        | 1-1  | 1-2  | 1-1 | 0-2  |       | 3-1   | 1-0  |
| 6    | NRH Chorta Béchar P | 11  | 12 | 3 | 2 | 7  | 13 | 23 | -10  |  | NRH Chorta Béchar P        | 0-1  | 1-0  | 1-4 | 2-1  | 2-2   |       | 1-0  |
| 7    | JRB Taghit P        | 2   | 12 | 0 | 2 | 10 | 4  | 26 | -22  |  | JRB Taghit P               | 0-0  | 0-3  | 0-2 | 1-2  | 0-1   | 1-1   |      |

Promotions et relégations
Abréviations
R : Relégué de Ligue 2 2019-2020

P : Promu de Inter-Régions D4 2019-2020

## Play-offs

### Barrages de promotion
| Finale pôle est (A) | HAMRA Annaba | 1 - 0   | US Tébessa | Stade du 8 Mai 1945, Sétif |  |
| 27 juin 2021        | ? 90+2e      | (0 - 0) |            |                            |  |

| Finale pôle centre-est (B) | JS Bordj Ménaïel  | 0 - 0 a.p. | JS Djijel | Stade du 20 Août 1955, Alger |  |
| 24 juin 2021 17 h 0        |                   | (0 - 0)    |           |                              |  |
| 24 juin 2021 17 h 0        | Tirs au but 4 - 2 |            |           |                              |  |

| Finale pôle centre-ouest (C) | ES Sour Ghozlane | 0 - 1 | USMM Hadjout | Stade Djilali-Bounaâma, Boumerdes |
| 29 juin 2021                 |                  |       |              |                                   |

| Finale pôle ouest (D) | WA Mostaganem | 0 - 1   | GC Mascara | Stade Ahmed Zabana, Oran |  |
| 28 juin 2021 16 h 30  |               | (0 - 0) | 69e Tadjer |                          |  |

| Finale pôle sud-est (E) | IRB Ouargla | 1 - 0 | US Souf | Stade Djilali-Bounaâma, Boumerdes |
| 26 juin 2021            |             |       |         |                                   |

| Finale pôle sud-ouest (F) | MC El Bayadh | 3 - 1   | NRB Fenoughil | Stade Djilali-Bounaâma, Boumerdes |  |
| 30 juin 2021              |              | (1 - 0) |               |                                   |  |

### Clubs promus
| Groupe Est (A)          | HAMRA Annaba     |
| Groupe Centre-Est (B)   | JS Bordj Ménaïel |
| Groupe Centre-Ouest (C) | USMM Hadjout     |
| Groupe Ouest (D)        | GC Mascara       |
| Groupe Sud-Est (E)      | IRB Ouargla      |
| Groupe Sud-Ouest (F)    | MC El Bayadh     |

## Relégations
À la suite de la relégation de D2 amateur du CR Beni-Thour — équipe du pôle sud-est —, le relégation en D4 est déterminée comme suit :
- les clubs classés à la dernière place des 2 sous-groupes des 2 pôles sud-est et sud-ouest descendent en division inférieure (IRB Nezla, JS Sidi Bouaziz, US Naâma et JRB Taghit, respectivement issus de E1, E2, F1 et F2) ;
- les sept clubs classés à la dernière place des autres sous-groupes présentant le plus mauvais bilan :

| Rang | Équipe         | Pts | Diff | Groupe |
| ---- | -------------- | --- | ---- | ------ |
| 1    | USM Aïn Beïda  | 17  | -7   | A2     |
| 2    | SA Mohammadia  | 16  | -10  | D1     |
| 3    | CRB Beni Tamou | 14  | -4   | C1     |
| 4    | US Beni Douala | 13  | -6   | B1     |
| 5    | CRB Ben Badis  | 13  | -7   | D2     |
| 6    | IRB El Hadjar  | 13  | -9   | A1     |
| 7    | FC Bir El Arch | 12  | -10  | B2     |
| 8    | IRB Sougueur   | 7   | -16  | C2     |